# نسل هزاره
نسلِ وای یا نسلِ ایگرگ که با نام نسلِ هزاره (به انگلیسی: Millennials یا Generation Y) نیز شناخته می‌شود، به نسلی می‌گویند که پس از نسل ایکس و پیش از نسل زد زاده شده‌اند. بر سر این موضوع که تولّد نسل وای در چه زمانی آغاز شده و کِی به پایان رسیده است، اجماعی وجود ندارد. برخی صاحب‌نظران بر این باورند که تولّد این نسل جایی در اواخر دههٔ ۱۹۷۰ یا اوایل دههٔ ۱۹۸۰ آغاز شده و در اوایل دههٔ ۲۰۰۰ به پایان رسیده است که در ایران برابر با اواخر دههٔ پنجاه و اوایل دههٔ شصت تا پایان دههٔ هفتاد و اوایل دهه هشتاد است. این نسل معمولاً به عنوان افرادی که از سال ۱۹۸۱ تا ۱۹۹۶ (۱۳۶۰ تا ۱۳۷۵) متولد شده‌اند تعریف می‌شود. بیشتر هزاره‌ها کودکان بیبی بومرها و نسل قدیمی تر ایکس هستند. به نوبه خود هزاره‌ها اغلب والدین نسل آلفا هستند.

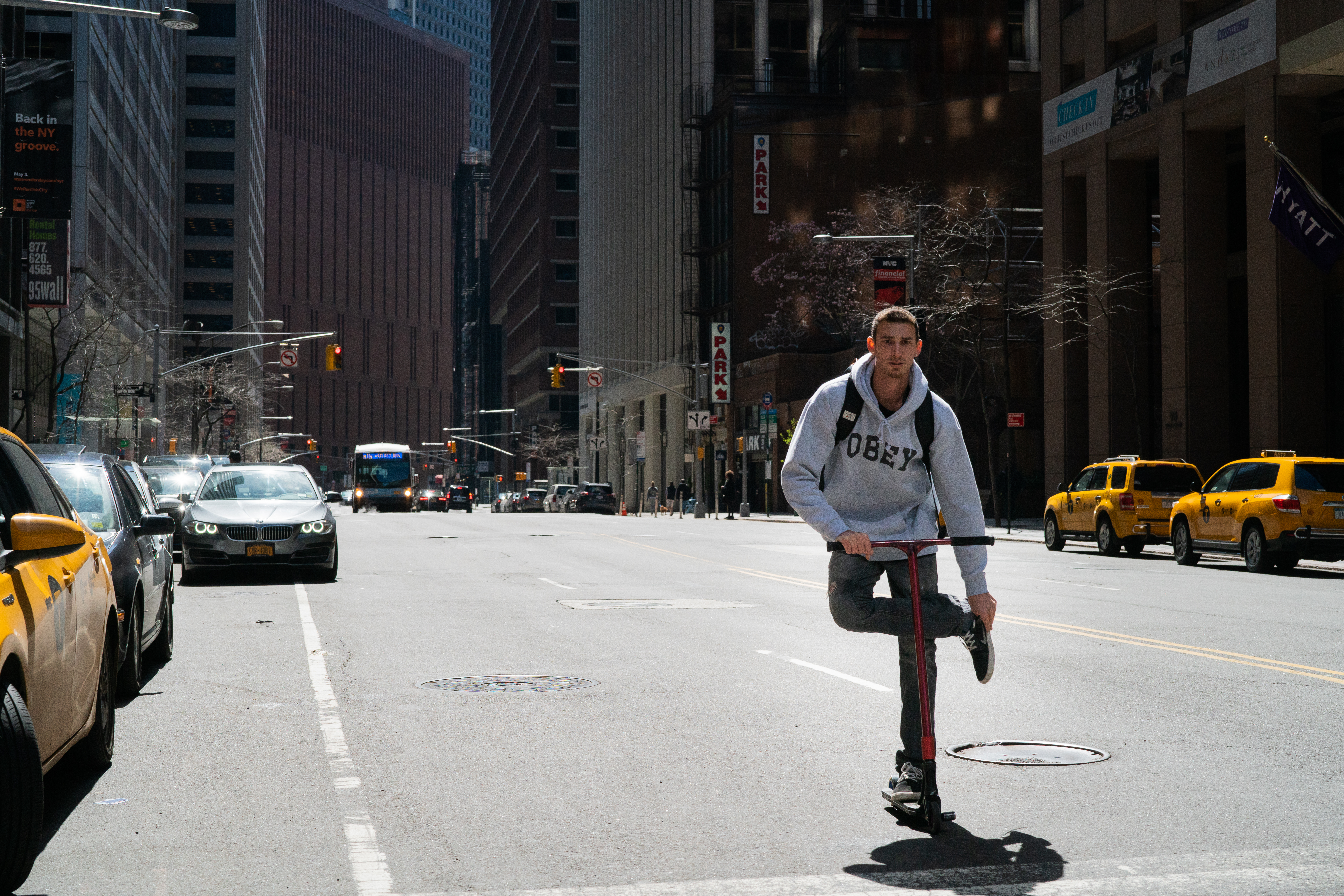
نسل هزاره

به عنوان اولین نسلی که با اینترنت بزرگ شد، هزاره‌ها به عنوان اولین نسل جهانی توصیف شده‌اند. این نسل عموماً با استفاده زیاد و آشنایی با اینترنت، دستگاه‌های همراه، رسانه‌های اجتماعی و به‌طور کلی فناوری مشخص می‌شود. اصطلاح «بومی‌های دیجیتال» که اکنون برای نسل‌های متوالی نیز به کار می‌رود، در ابتدا برای توصیف این نسل ابداع شد. بین دهه‌های ۱۹۹۰ و ۲۰۱۰، مردم کشورهای در حال توسعه به‌طور فزاینده‌ای تحصیل‌کرده شدند، که عاملی بود که باعث افزایش رشد اقتصادی در این کشورها شد. در مقابل، هزاره‌ها در سراسر جهان از زمان شروع زندگی کاری خود دچار اختلالات اقتصادی قابل توجهی شده‌اند و بسیاری از آنها در پی رکود بزرگ و رکود کووید-۱۹ با سطوح بالای بیکاری جوانان مواجه شده‌اند.
هزاره‌ها «بدشانس‌ترین نسل» نامیده می‌شوند، زیرا میانگین نسل هزاره از زمان ورود به نیروی کار نسبت به هر نسل دیگری در تاریخ، رشد اقتصادی کندتر و رکود بیشتری را تجربه کرده است. آنها همچنین توسط بدهی دانش آموزان و هزینه‌های مراقبت از کودکان سنگین شده‌اند. در سراسر جهان، هزاره‌ها و نسل‌های بعدی ازدواج یا زندگی مشترک به عنوان یک زوج را به تعویق انداخته‌اند. هزاره‌ها در زمان کاهش نرخ باروری در سراسر جهان متولد شدند، و همچنان فرزندان کمتری نسبت به پیشینیان خود دارند. کشورهای در حال توسعه همچنان بخش عمده ای از رشد جمعیت جهانی را تشکیل می‌دهند. در کشورهای توسعه یافته، جوانان دهه ۲۰۱۰ در مقایسه با پیشینیان خود که در همان سن بودند، تمایل کمتری به داشتن رابطه جنسی داشتند. هزاره‌ها در غرب نسبت به پیشینیان خود کمتر مذهبی هستند، اما ممکن است به عنوان معنوی شناخته شوند.

## مذهب
در ایالات متحدهٔ آمریکا درصد معتقدان به ادیان و مذاهب در نسل هزاره از نسل‌های قبلی آشکارا کمتر است.

## فناوری دیجیتال
نسل هزاره برخلاف نسل‌های پیشین شدیداً به فناوری دیجیتال وابسته‌اند.